# 2023년 프랑스 폭동
2023년 프랑스 폭동은 2023년 6월 27일 경찰관이 나헬 메르주크를 살해한 후 프랑스에서 발생한 일련의 폭동이다. 낭테르에서 주민들은 6월 27일 경찰 본부 밖에서 시위를 시작했고, 나중에 시위대가 차량에 불을 붙이고 버스 정류장을 파괴하고 경찰을 향해 폭죽을 쏘면서 폭동으로 확대되었다.